# Hiantopora intermedia
Hiantopora intermedia is een mosdiertjessoort uit de familie van de Hiantoporidae. De wetenschappelijke naam van de soort is voor het eerst geldig gepubliceerd in 1890 door Kirkpatrick.